# Jérémy Cadot
Jérémy Cadot (Lens, 7 novembre 1986) è uno schermidore francese, specializzato nel fioretto.

## Biografia
È stato vice campione del mondo juniores individuale e a squadre nel 2006, e campione di Francia a squadre nel 2008 e nel 2011.
È stato finalista alla Coppa del Mondo 2007 di Copenaghen e al Challenge International di Parigi nel 2013. Nel giugno 2015 ha vinto la medaglia d'oro a squadre al Campionato europeo di scherma 2015.
Il 12 agosto 2016 ha vinto l'argento nel fioretto a squadre alle Olimpiadi di Rio de Janeiro 2016.

## Palmarès
- Olimpiadi

Rio de Janeiro 2016: argento nel fioretto a squadre.
- Mondiali

Budapest 2013: bronzo nel fioretto a squadre.
Lipsia 2017: bronzo nel fioretto a squadre.
- Europei

Montreux 2015: oro nel fioretto a squadre.
Tbilisi 2017: oro nel fioretto a squadre e bronzo nel fioretto individuale.